# Karlheinz Müller (Theologe)
Karlheinz Müller (* 12. Mai 1936 in Nürnberg; † 18. Februar 2020 in Würzburg) war ein deutscher Theologe und Judaist.

## Leben
Karlheinz Müller studierte Katholische Theologie an der Universität Bamberg, Universität Würzburg und Universität Heidelberg. 1966 wurde Müller bei Rudolf Schnackenburg im Fach Neues Testament in Würzburg promoviert und 1972 folgte seine Habilitation an der Universität Graz. 1982 wurde Müller an der Universität zu Köln bei Johann Maier im Fach Judaistik promoviert.
Von 1972 bis 2004 hatte Müller den Lehrstuhl für Biblische Einleitung und Biblische Hilfswissenschaften an der katholisch-theologischen Fakultät der Julius-Maximilians-Universität Würzburg inne. Seit September 2004 war Karlheinz Müller emeritiert.
Müller war seit 1967 verheiratet mit Brigitte Maria Müller; aus der Ehe stammen vier Kinder.

## Wirken
Müllers Forschungsgebiete waren die Entstehung und die geschichtliche Entwicklung des Urchristentums, der frühjüdischen Apokalyptik und der Halacha zwischen der Perserzeit und Zerstörung des Zweiten Tempels.
Bei der Erforschung der Würzburger Judensteine war Müller von Anbeginn beteiligt: Am 9. Januar 1987 wurden im Würzburger Stadtviertel Pleich beim Abriss eines ehemaligen gewerblichen Gebäudes zahlreiche jüdische Grabsteine gefunden. Die wissenschaftliche Erforschung der insgesamt 1455 Grabsteine, benannt als „Judensteine aus der Pleich“, haben Müller und seine Kollegen der Universitäten Tel Aviv und Jerusalem Simon Schwarzfuchs, Rami Reiner und Edna Engel im Jahr 2012 mit der Veröffentlichung des dritten Bandes abgeschlossen.
Müller engagierte sich für den ökumenischen und interreligiösen Dialog. Er war Mitglied der „Arbeitsgruppe für Fragen des Judentums“ bei der Ökumene-Kommission der Deutschen Bischofskonferenz und langjähriger katholischer Vorstand der Gesellschaft für Christlich-Jüdische Zusammenarbeit in Würzburg und Unterfranken sowie wissenschaftlicher Leiter des 2006 eröffneten Museums im Gemeinde- und Kulturzentrum  Shalom Europa der Jüdischen Gemeinde in Würzburg.

## Ehrungen und Auszeichnungen
- 1996: Bundesverdienstkreuz am Bande des Verdienstordens der Bundesrepublik Deutschland für Verdienste um jüdische Geschichte und jüdisches Leben in Unterfranken
- 2001: „Pro Meritis Scientiae et Litterarum“ des Bayer. Staatsministeriums für Wissenschaft, Forschung und Kunst
- 2006: Bayerischer Verdienstorden
- 2011: „Bene Merendi“ in Gold der Julius-Maximilians Universität Würzburg
- 2011: „Behr  Medaille“ der Stadt Würzburg

sowie
- Martin Ebner, Bernhard Heininger (Hrsg.): Paradigmen auf dem Prüfstand. Exegese wider den Strich, Festschrift für Karlheinz Müller zu seiner Emeritierung, Aschendorff Münster 2004, ISBN 978-3-402-04795-8

## Schriften
- Anstoss und Gericht. Eine Studie zum jüddischen Hintergrund des Paulin. Skandalon-Begriffs, Kösel München 1969 (Dissertation)
- mit Rudolf Schnackenburg, Gerhard Dautzenberg: Rabbi J. : Eine Auseinandersetzung mit Johannes Lehmanns Jesus-Report, Echter-Verlag Würzburg 1970, ISBN 978-3-429-00175-9
- Die Aktion Jesu und die Re-aktion der Kirche. Jesus von Nazareth und die Anfänge der Kirche, Tyrolia-Verlag Würzburg 1972, ISBN 978-3-7022-1086-1
- Das Judentum in der religionsgeschichtlichen Arbeit am Neuen Testament – Eine kritische Rückschau auf die Entwicklung einer Methodik bis zu den Qumranfunden, Lang Frankfurt am Main/Bern 1983, ISBN 978-3-8204-7574-6 (Habilitationsschrift)
- Geschichte und Kultur des Judentums, Schöningh Würzburg 1988, ISBN 978-3-87717-041-0
- Studien zur frühjüdischen Apokalyptik, Verlag Kath. Bibelwerk Stuttgart 1991, ISBN 978-3-460-06111-8
- mit Rainer Ruß: Weisung für ein gelingendes Leben, Verlag Kath. Bibelwerk Stuttgart 1993
- mit Marie-Louise Gubler: Auferstehung Jesu, Verlag Kath. Bibelwerk Stuttgart 1997
- mit Dietmar Willoweit, Israel Yuval; Jörg R. Müller (Hrsg.): Recht – Gewalt – Erinnerung. Vorträge zur Geschichte der Juden, Kliomedia Trier 2004, ISBN 978-3-89890-082-9
- Die Würzburger Judengemeinde im Mittelalter Von den Anfängen um 1100 bis zum Tod Julius Echters (1617), Mainfränkische Studien 2004, Band 70, ISBN 3-9800538-0-6
- mit Simon Schwarzfuchs, Abraham (Rami) Reiner, Edna Engel: Die Grabsteine vom jüdischen Friedhof in Würzburg aus der Zeit vor dem Schwarzen Tod (1147–1346). 3 Bände, Wikomm-Verlag, Stegaurach 2012, ISBN 978-3-86652-958-8
- Die Bibel, wie Juden sie lesen, Gesellschaft für Christlich-Jüdische Zusammenarbeit in Würzburg und Unterfranken Würzburg 2016 (2. Auflage); ISBN 978-3-00-054183-4